# George Pollock, I baronetto
Sir George Pollock, I baronetto (Londra, 4 giugno 1786 – Walmer, 6 ottobre 1872), è stato un ufficiale britannico.
Partecipò alla seconda guerra anglo-maratha, alla guerra anglo-nepalese alla prima guerra anglo-birmana e alla prima guerra anglo-afghana. Fu uno dei protagonisti della spedizione di Kabul.

## Biografia

### Infanzia e formazione
Pollock era figlio di David Pollock, di Charing Cross, sellaio di Giorgio III del Regno Unito, e di Sarah Pollock (nata Parsons); suo fratello maggiore era l'avvocato e politico Sir Frederick Pollock, I baronetto. La famiglia Pollock era un ramo della famiglia Balgray, nel Dumfriesshire; il padre di David Pollock era un borgomastro di Berwick-upon-Tweed e il nonno uno yeoman di Durham. La sua attività di sellaio era ufficialmente apprezzata dalla famiglia reale. Sir John Pollock, IV baronetto, pronipote di David Pollock, affermò che David era, "forse senza saperlo", Pollock di Balgray, essendo la linea principale della famiglia (Pollock di Pollock) estinta.

### Carriera militare

#### Nepal e India
Educato alla Royal Military Academy di Woolwich, il 14 dicembre 1803 Pollock fu promosso lieutenant-fireworker nell'artiglieria del Bengal Army. Promosso tenente il 19 aprile 1804, entrò in azione nella battaglia di Deeg del novembre 1804 e nell'assedio di Bhurtpore della primavera 1805, durante la seconda guerra anglo-maratha. Promosso a capitano tenente il 17 settembre 1805 e a capitano il 12 marzo 1812, prestò servizio nella guerra anglo-nepalese prima di essere promosso maggiore il 12 agosto 1819. Divenne assistente aiutante generale di artiglieria nel 1820 e fu promosso tenente colonnello il 1º maggio 1824.
Dopo un periodo di malattia trascorso in Inghilterra, Pollock comandò l'artiglieria britannica nella battaglia di Prome del novembre 1824 e a Bagan nel febbraio 1826, durante la prima guerra anglo-birmana. Il 2 gennaio 1827 fu nominato compagno dell'Ordine del Bagno. Fu promosso a colonnello di prima nomina il 1º dicembre 1829 e quindi inviato nel 1830 a Cawnpore (Kanpur) per comandare un battaglione di artiglieria. Divenne colonnello comandante dell'artiglieria del Bengal Army il 3 marzo 1835 e tenne per breve tempo un comando divisionale a Danapur (Patna), con il grado di brigadiere generale, prima di passare al comando più anziano del distretto di Agra con il grado di maggior generale il 28 giugno 1838.

#### Afghanistan

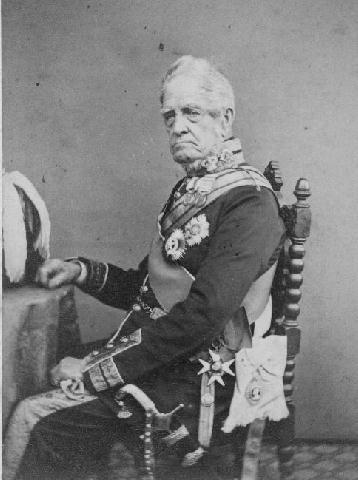
Sir George Pollock nell'unifirme da feldmaresciallo

Nel 1838, Lord Auckland, governatore generale dell'India decise di invadere l'Afghanistan per proclamare un ex sovrano filo-britannico come re dell'Afghanistan, dando così inizio alla prima guerra anglo-afghana. La campagna iniziale fu un successo, ma alla fine del 1841, di fronte alla crescente ostilità degli afghani, i leader militari e politici decisero di ritirare i 5000 soldati britannici e indiani e i 12000 civili al seguito, tra cui donne e bambini, da Kabul e di tornare in India. La ritirata da Kabul, avvenuta nel gennaio 1842, fu un disastro e si concluse con un massacro a causa della debolezza del comandante britannico, del freddo e degli attacchi delle tribù afghane. Tra le forze in ritirata e l'India restava solo la piccola guarnigione britannica di Jalalabad: la leggenda vuole che solo uno, (William Brydon), sia sopravvissuto al massacro ed abbia raggiunto Jalalabad. In realtà, Brydon non fu l'unico europeo a sopravvivere alla ritirata: circa 115 britannici tra ufficiali, soldati, mogli e figli, furono catturati e presi come ostaggi e sopravvissero per essere poi rilasciati. In questo contesto Pollock fu nominato comandante della forza inviata a soccorrere Jalalabad: avanzò attraverso il passo Khyber e nell'aprile 1842, dopo aver vinto la battaglia di Jellalabad, giunse in soccorso della guarnigione.
Pollock fu uno dei protagonisti, con il generale William Nott, della spedizione di Kabul, organizzata per salvare gli ostaggi britannici tenuti prigionieri a Kabul. Si unì a una forza britannica comandata dal generale William Nott che stava avanzando su Kabul da Kandahar. Dopo aver combattuto battaglie a Gandamak, al passo Jagdalak e a Tezeen, Pollock vinse la battaglia di Kabul nel settembre 1842, prendendo così il controllo della città. Prima di ritirarsi in India nell'ottobre 1842 ordinò la distruzione del gran bazar di Kabul. Promosso cavaliere di gran croce dell'Ordine del Bagno il 2 dicembre 1842, divenne residente britannico a Lucknow nel dicembre 1843 e membro militare del Council of India nel settembre 1844.
Nel 1844 i residenti britannici a Calcutta istituirono la "Medaglia Pollock" per commemorare i successi ottenuti da Pollock. Questa medaglia doveva essere assegnata al "miglior cadetto della stagione" del Seminario militare di Addiscombe.

### Ultimi anni

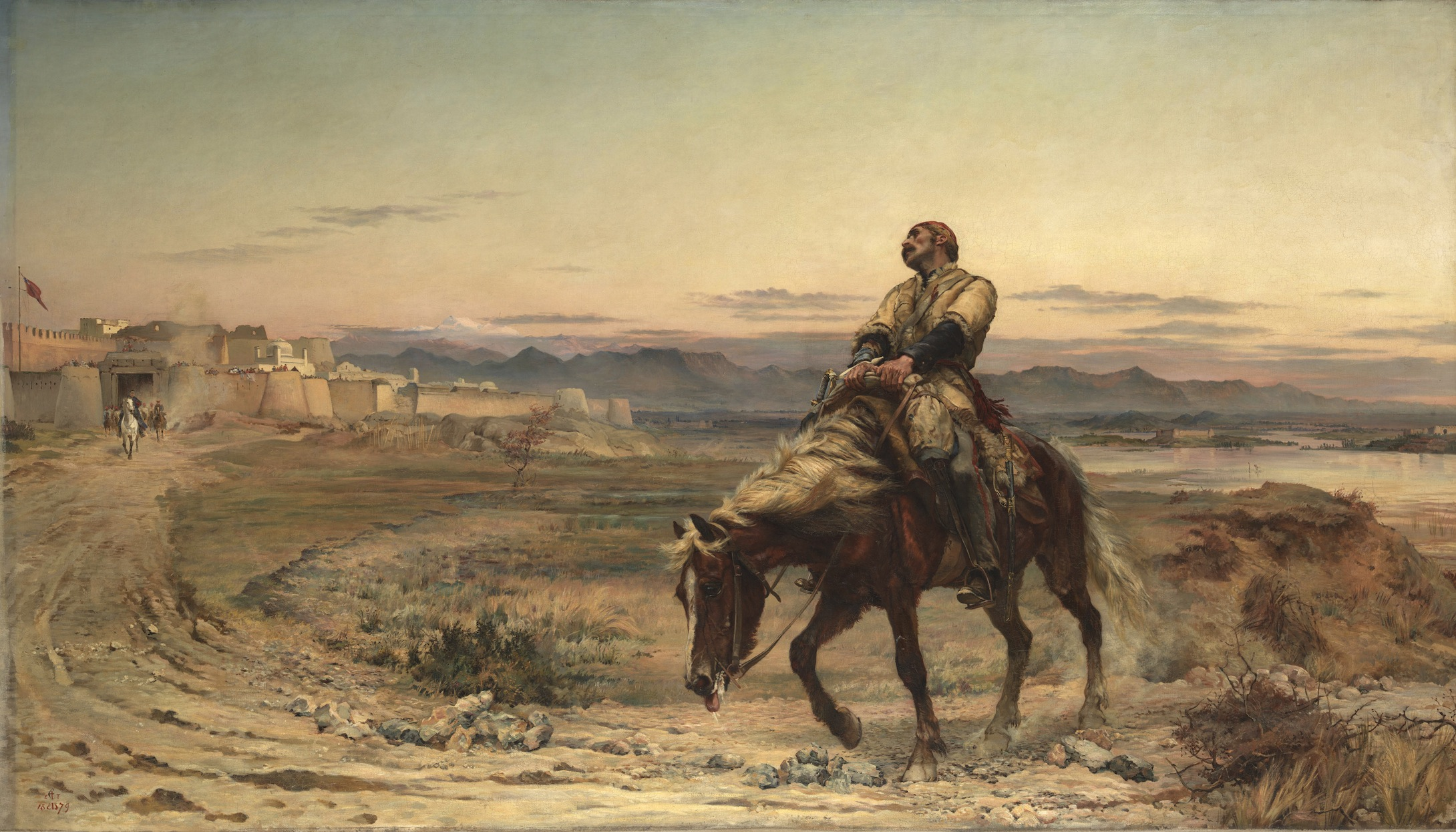
Remnants of an Army di Elizabeth Butler ritrae William Brydon al suo arrivo a Jalalabad

Dopo essere tornato in Inghilterra nel 1846, Pollock beneficiò di una rendita vitalizia annua di 1000 sterline della Compagnia delle Indie orientali e visse a Clapham Common. Fu promosso tenente generale l'11 novembre 1851 e divenne membro della Court of Directors della Compagnia delle Indie orientali nel 1854. Promosso generale il 17 maggio 1859, il 19 agosto 1861 fu nominato cavaliere commendatore dell'Ordine della Stella d'India. Fu promosso a cavaliere gran commendatore dell'Ordine della Stella dell'India il 24 maggio 1866 e feldmaresciallo il 24 maggio 1870. Nel novembre del 1871 fu nominato Conestabile della Torre, e baronetto il 20 marzo 1872. Durante la pensione fu anche colonnello onorario del 1st Surrey (or South London) Rifle Volunteer Battalion. Morì a Walmer nel Kent il 6 ottobre 1872 e fu sepolto nella navata nord nella Westminster Abbey.

## Vita privata
Nel 1810 Pollock sposò Frances Webbe Barclay, da cui ebbe quattro figli e una figlia. Il figlio maggiore Frederick gli succedette come "II baronetto Pollock del Khyber Pass", il secondo figlio George David divenne un celebre chirurgo e fu pioniere nell'uso degli innesti cutanei, mentre il terzo figlio Robert fu ucciso nella battaglia di Mudki nel 1845. Dopo la morte della prima moglie, nel 1852 sposò Henrietta Wollaston.